# Halál a Níluson (Agatha Christie-regény)
A Halál a Níluson (Death on the Nile) Agatha Christie angol krimiírónő 1937-ben megjelent regénye, melyet először a William Collins Sons and Company Ltd. a Collins Crime Club sorozatában adott ki. Az Amerikai Egyesült Államokban a Dodd, Mead and Company 1938-ban publikálta. Az írónő egy azonos című novellát is megjelentetett 1934-ben a Parker Pyne nyomoz című kötetben.
Magyarországon először Poirot kéjutazáson címen a Palladis Kiadó Pengős regények sorozatában jelent meg Kosáryné Réz Lola fordításában 1938-ban, majd ugyanezen a címen az újvidéki Fórum Kiadó gondozásában és Steinitz Tibor fordításában is megjelentette 1962-ben, valamint az Európa Könyvkiadó is kiadta 1987-ben, Szabó Zoltán fordításában.
Az írónő egyik legjobb „külföldi utazós” könyvének tartotta a művet.

## A regény szereplői
- Hercule Poirot
- Race ezredes
- Linnet Ridgeway (Mrs. Doyle)
- Simon Doyle
- Jacqueline de Bellefort
- Andrew Pennington, Linnet amerikai vagyonkezelője
- Dr. Carl Bessner, orvos
- Tim Allerton
- Mrs. Allerton, Tim anyja
- Salome Otterbourne, írónő
- Rosalie Otterbourne, az írónő lánya
- Miss Marie van Schuyler, a gazdag amerikai vénkisasszony
- Miss Bowers, Miss van Schuyler ápolónője
- Cornelia Ruth Robson, a vénkisasszony rokona
- Signor Guido Richetti, a régész
- Mr. Ferguson
- James Lechdale Fanthorp
- Louise Bourget, Linnet komornája a hajóúton
- Marie, Linnet előző komornája
- Mr. Fleetwood
- Monsieur Gaston Blondin, étteremtulajdonos
- Mr. Burnaby, kocsmatulajdonos
- Sterndale Rockford
- Joanna Southwood, Tim Allerton unokatestvére, Linnet barátnője
- Mr. Charles Windesham, Linnet elutasított vőlegénye

## Történet
Linnet Ridgeway, a gyönyörű, gazdag, okos és vonzó hölgy angliai vidéki kastélyában éli fényűző életét. Egyik nap meglátogatja régi barátnője, Jacqueline de Bellefort, hogy segítséget kérjen tőle. Ő és jegyese, Simon Doyle ugyanis nehéz anyagi helyzetben vannak és Jacqueline azt kéri, Linnet mint intézőt alkalmazza Simont a birtokon.
Néhány hónap múlva Linnet és Simon összeházasodnak, amibe Jacqueline természetesen nem tud belenyugodni. Ezért bosszút esküszik, s elhatározza, hogy az ifjú házaspárt mindenhova követni fogja. Állandó megjelenése természetesen sok bosszúságot okoz a Doyle-házaspárnak.
Miss de Bellefort ismét feltűnik: ezúttal Linnet és Simon nászútján, Egyiptomban. Mrs. Doyle véget kíván vetni az állandó feszültségnek és zaklatásnak, ezért felkeresi a vakációját szintén Egyiptomban töltő Hercule Poirot-t, hogy állítsa meg Jacqueline-t. A mesterdetektív megpróbálja rábeszélni a lányt, hogy ne kövesse Linnetéket a hamarosan induló hajóútra, de az nem hallgat rá, fűti a bosszú.
A Karnak nevű hajó pedig elindul többhetes útjára a Níluson. Telnek a napok, a feszültség egyre nő. Az utasok egyik nap megállnak Abu Simbel templománál, ahol Linnetet majdnem megöli egy lefelé guruló szikla. Ugyanitt egy levél érkezik, Richettinek címezve. Linnet azonban azt hiszi, neki szól, mivel még nem szokta meg az új nevét, régi neve pedig Ridgeway. Richetti, a régész észreveszi, s durván kikapja Linnet kezéből a levelet.Az egyik éjszaka pedig a hajó két utasa, Cornelia Robson és Mr. Fanthorp botrányos jelenetnek lesz szemtanúja: Jacqueline meglövi régi szerelmét, Simont. Linnetet másnap reggel holtan találják meg.
Gyilkosként először Jacqueline személye merül fel, aki bosszút esküdött a Doyle-házaspár ellen, aztán Andrew Pennington, Linnet vagyonkezelője, majd Mr. Fanthorp, akinek – mint kiderül – szintén van köze a hölgyhöz. Számos egyéb gyanúsított is megjelenik, és két újabb haláleset is történik.
Ugyanakkor Race ezredes elárulja Poirot-nak, hogy egy lázadás ügyében nyomoz; s állítása szerint a felbujtók utolsó tagja itt tartózkodik a hajón, aki veszedelmes gyilkos.
A belga megtudja, hogy az éjszaka folyamán többen is hallottak egy csobbanást és járkálást a fedélzeten. Ez a Simonnal történt eseménynek köszönhető. A csobbanás azonban egyelőre rejtély. Miss van Schuyler azt állítja, látta Rosalie Otterbourne-t, amint egy tárgyat dob a vízbe. A lány ezt tagadja; de Poirot rájön az igazságra: Mrs. Otterbourne iszik, és Rosalie megtalálja az italát, amit a vízbe hajít. Ugyanakkor Miss Bowers közli Poirot-val, hogy van Schuyler kisasszony kleptomániás, ezért szokott éjjel járkálni.
Race és Poirot rábukkan Louise Bourget, Linnet szobalányának holttestére. Ugyanakkor épp Simont faggatják arról, hogy mit tartalmazott a Richettinek címzett levél; amikor Salome Otterbourne lép a szobába, s azt állítja: tudja, ki ölte meg Louse Bourget-t; mert látta, ki lépett be a szobájába. S épp mikor elmondaná, az ajtóból lelövi valaki.
Poirot és az ezredes végül megtudja, hogy mit tartalmazott a levél, amibe Linnet futólag belenézett: csupa zöldségnevet.
A hajón pedig Andrew Pennington felkeresi Linnetet, hogy írjon alá néhány fontos papírt. Simon is ott tartózkodik; s kijelenti, hogy ő a szöveget nem szokta elolvasni, hanem egyszerűen csak aláírja. Ekkor Mr. Pennington hirtelen későbbre tereli az ügyintézést. Az úr aztán Poirot-nak és Race-nek nagy nehezen beismeri: Linnet pénzét Amerikában spekulációkra használta és attól félt, ez kiderül; ezért gurította le azt a sziklát a templomnál.
Mindenki nagy megdöbbenésére a belga mesterdetektív bebizonyítja, hogy két gyilkos van: Simon Doyle és Jacqueline de Bellefort. Mikor Jacqueline Simont meglőtte, Simon lábán a vörös folt tinta volt, és nem vér. Mr. Doyle-nak tehát semmi baja sem volt; így könnyen belopózott a felesége szobájába, majd lelőtte. Ezt azonban a szobalány, Miss Bourget észrevette, és megfenyegette Simont. Pénzt kért a hallgatásáért. Ezt meg is kapta, de amikor a pénzt számolgatta, leszúrták. Mrs. Otterbourne-nak természetesen azért kellett meghalnia, mert látta Jackie-t, amint belép Louise szobájába.
De miért történt mindez? Simon és Jacqueline még mindig szerette egymást; az a tény, hogy Jacqueline követi a Doyle házaspárt, a terv része volt. Ha ugyanis meghal Linnet, Simon örökli a hatalmas vagyont, majd elveszi Jacqueline-t. De a tervük nem sikerült.
Ugyanakkor fény derült arra, hogy Race embere Signor Richetti, aki régésznek adta ki magát. Őt is elfogták.
A történet végén pedig Jacqueline lelőtte Simont, aztán önmagát.

## Magyarul
- Poirot kéjutazáson; ford. Kosáryné Réz Lola; Palladis, Bp., 1938 (1 pengős regények)
- Poirot kéjutazáson; ford. Steinitz Tibor; Forum, Újvidék, 1962
- Halál a Níluson. Bűnügyi regény; ford. Szabó Zoltán; Európa, Bp., 1987 (Fekete könyvek)

## Feldolgozások
A regényt az írónő színpadra is adaptálta, melynek eredeti címét némileg megváltoztatta Murder on the Nile-ra. 1946. május 19-én mutatták be a londoni Ambassadors Theatre-ben. A színdarabban kevesebb szereplő jelenik meg, mint a regényben, egyes szereplőknek más a neve, és a cselekmény végkifejlete is eltérő. Poirot annak ellenére nem jelenik meg benne, hogy az írónő barátja, Francis "Larry" Sullivan nagyon szerette volna eljátszani a szerepét. A darabot fél év múlva New Yorkban Rejtett horizont (Hidden Horizon) címmel játszották.
1978-ban Sir Peter Ustinov, 2004-ben, David Suchet, 2022-ben Kenneth Branagh főszereplésével készült film a regényből.
2007-ben videojáték formában is feldolgozták a történetet.